# Сант'Елија (Ређо ди Калабрија)
Сант'Елија је насеље у Италији у округу Ређо ди Калабрија, региону Калабрија.
Према процени из 2011. у насељу је живело 20 становника. Насеље се налази на надморској висини од 2 м.